# Волынщино (Рязанская область)
Волынщино — село в Ухоловском районе Рязанской области, входит в состав Коноплинского сельского поселения.

## Географическое положение
Село расположено на берегу реки Хупта в 7 км на запад от центра поселения села Коноплино и в 22 км на юг от райцентра посёлка  Ухолово.

## История
Новое Коренное (Волынщино) в качестве деревни упоминается в XVII веке в приходе к селу Коренному (Старому). Первоначальное построение в селе деревянной Христорождественской церкви относится к первой половине XVIII века. В 1762 году церковь была освящена по челобитью князя Василия Михайловича Долгорукого и подпоручика Самойлы Васильевича Полубояринова. В 1818 году помещиком Рюминым была построена новая деревянная церковь того же наименования. В 1902 году тщанием священника Александра Федоровича Агламазова и церковного старосты Михаила Еремова Ермакова на средства сборных книжек и прихожан была построена каменная Христорождественская церковь с колокольней и каменной оградой.
В XIX — начале XX века село входило в состав Коноплинской волости Ряжского уезда Рязанской губернии. В 1906 году в селе было 152 дворов.
С 1929 года село являлось центром Волынщинского сельсовета Ухоловского района Рязанского округа Московской области, с 1937 года — в составе Рязанской области, с 2005 года — в составе Коноплинского сельского поселения.

## Население
| 1859 | 1897 | 1906  | 2010 |
| ---- | ---- | ----- | ---- |
| 866  | ↘841 | ↗1053 | ↘140 |

## Инфраструктура
В селе имеется одноимённое сельское отделение почтовой связи.